# Сент-Омер (фільм)
«Сент-Омер» — французький художній фільм 2022 року режисера Еліс Діоп. Був удостоєний Призу Великого журі — Срібний лев 79-го Венеціанського кінофестивалю.

## Сюжет
Головна героїня фільму — письменниця Рама, яка спостерігає за судом над молодою жінкою, яку звинувачують у вбивстві маленької доньки.

## У ролях
- Кеті Кагаме
- Гуслагі Маланда
- Орелія Петі
- Валері Древіль

## Прем'єра та сприйняття
Прем'єра «Сент-Омера» відбулася у вересні 2022 року на 79-му Венеціанському кінофестивалі. Картина була удостоєна Гран-прі журі. Додаткові покази відбудуться на кінофестивалях у Торонто та Нью-Йорку. Театральний реліз у Франції розпочався 23 листопада 2022.